# Pont de Kirveenrauma
Le pont de Kirveenrauma (finnois : Kirveenrauman silta) est un pont à  Naantali en Finlande, .

## Présentation
Le pont de Kirveenrauma est un pont en béton armé de 270 mètres de long dans le quartier de Rymättylä.
La construction du pont a commencé à l'été 1998 et il a été ouvert à la circulation en juillet 1999. 
Le pont de Kirveenrauma a été inauguré le 22 janvier 2000 par le président du Conseil consultatif de l'archipel, le  ministre de la Défense Jan-Erik Enestam, . 
Le pont relie l'île d'Otava de Rymättylä à Airismaa via l'île Nimetön. 
L'île d'Airisma permet d'accéder à Aaslaluoto, Vähä Maisaari et Samsaari.
La route de liaison 1890 emprunte le pont.

## Galerie

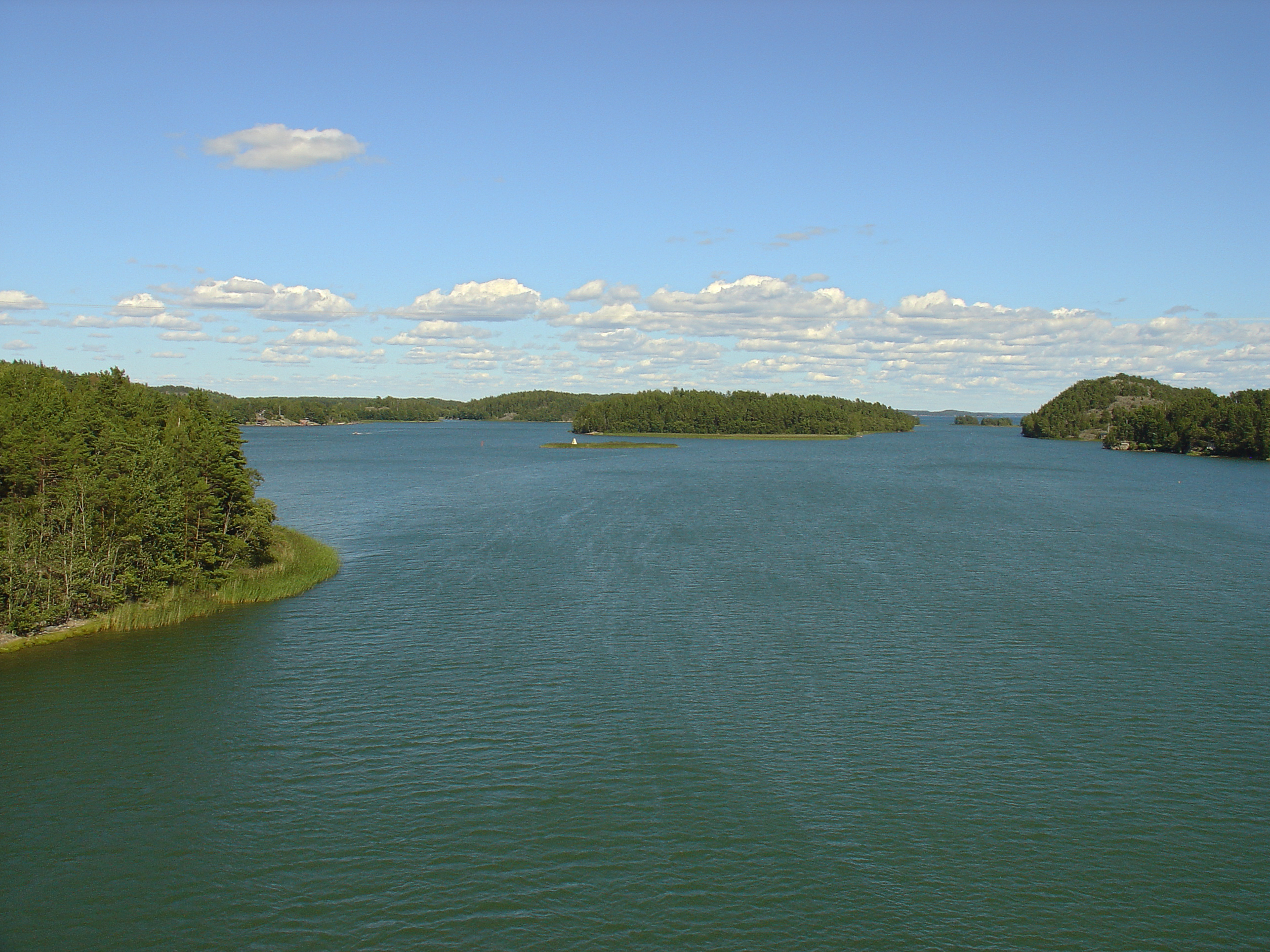
Vue du pont de Kirveenrauma.